# Ормож
Ормож (словен. Ormož) — поселення в общині Ормож, Подравський регіон‎, Словенія.